# Permyak
Permyak – wymarły rodzaj owadów z rzędu Reculida i rodziny Chaulioditidae, obejmujący tylko jeden znany gatunek: Permyak involucris.
Rodzaj i gatunek opisane zostały w 2013 roku przez Daniła Aristowa. Opisu dokonano na podstawie pojedynczej skamieniałości przedniego skrzydła, odnalezionej w pobliżu wsi Isady, na terenie rosyjskiego obwodu wołogodzkiego i pochodzącej z piętra siewierdowinu w permie.
Owad ten miał skrócone przednie skrzydło o długości 11 mm, szerokości około 5 mm i ciemnej błonie z pasami rozjaśnień wzdłuż żyłek. Żyłka subkostalna kończyła się przed odsiebną ⅓ skrzydła i w tym miejscu pole kostalne było równomiernie przewężone. Żyłka radialna sięgała przedniego brzegu skrzydła i miała dwie odnogi. Sektor radialny brał początek przed środkiem skrzydła, a w odsiebnej ćwiartce skrzydła wypuszczał odgałęzienia sięgające przedniej krawędzi skrzydła. Żyłka medialna dzieliła się na przednią i tylną za środkiem skrzydła; przednia miała krótkie rozwidlenie, a tylna była nierozgałęziona. Tylna żyłka kubitalna kończyła się przed środkiem skrzydła.